# Ваховский, Иван Владимирович
Иван Владимирович Ваховский (укр. Іван Володимирович Ваховський; 24 июня 1996, Броды — 31 марта 2022, Рыбацкое) — украинский военный лётчик, капитан, участник российско-украинской войны. Герой Украины (2024, посмертно).

## Биография
Родился в городе Броды Львовской области в многодетной семье. Окончил Харьковский национальный университет Воздушных Сил имени Ивана Кожедуба. После выпуска служил в 16-й отдельной бригаде армейской авиации «Броды» в должности бортового авиационного техника вертолётной эскадрильи. Участвовал в миротворческих миссиях, в том числе в Демократической Республике Конго, а также в АТО и ООС на востоке Украины.
В 2021 году вернулся из Конго, сделал предложение своей возлюбленной Ярине, приобрёл дом и автомобиль, планировал создать семью. Однако с началом полномасштабного вторжения России в Украину вновь встал на защиту страны. В марте 2022 года был награждён орденом Данила Галицкого за проявленную доблесть.
31 марта 2022 года экипаж вертолёта Ми-8, в составе которого находился Иван Ваховский был сбит в районе населённого пункта Рыбацкое Донецкой области. Вместе с Иваном погибли командир Юрий Тымусь и штурман Денис Бадика. Ивану было 25 лет.
Похоронен в Бродах.
У него остались мать Галина, брат Николай и невеста Ярина.

## Награды
- Звание «Герой Украины» с удостоением ордена «Золотая Звезда» (11 декабря 2024, посмертно) — за личное мужество и героизм, проявленные в защите государственного суверенитета и территориальной целостности Украины, верность военной присяге[2].
- Орден Богдана Хмельницкого III степени (2022, посмертно) — за личное мужество и высокий профессионализм, проявленные в защите государственного суверенитета и территориальной целостности Украины, верность военной присяге.